# قوشا بلاغ عليا
قوشا بلاغ عليا (بالفارسية: قوشابلاغ علیا) هي قرية تقع في قسم ببه‌جيك (مقاطعة تشالدران) في إيران. يقدر عدد سكانها بـ 207 نسمة بحسب إحصاء 2016.